# キャピタル (アパレル)
キャピタルは、岡山県倉敷市児島に本社を置くアパレルメーカー（有限会社）、およびそのブランドである。同名の運送業者への配慮から、アルファベット表記を、工場ではCapital、ブランド・店舗ではKapitalと使い分けている。

## 概要
同社の前身は縫製工場であり、かつてはハリウッドランチマーケット、45rpm、ヒステリックグラマーなどのOEMを行っていた。特にジーンズの話題をとりあげられることが多く、ジーンズブランドと誤解されがちだが、実際には、ジーンズ以外のボトムス、ジャケットやシャツ、バンダナ、帽子、靴下等の小物、ペンダントやブーツなどの服飾品も扱っている。限定商品ではあるもののトランプや自転車、バナーなど冗談のようなものまである。
代表取締役社長は平田俊清、同社のデザイナーである平田和宏は、その息子。

## 取り扱い商品

### 特徴
ユニセックスなカジュアルウエアが中心である。多くのアイテムは、綿や麻などの天然素材をつかい、クラシックな軍服や民族衣装にヒントを得ながら独自の解釈を加えたデザインで、ユニークな雰囲気を持つものが多い。

### サイズ展開
基本は0・1・2・3・4の5サイズで、そのうち0・1はレディース物とされる。ただし、1・2・3の3サイズ展開やフリーサイズなど、例外も多い。またジーンズの中には、一般的なインチ表記でサイズを表すものもある。

### 代表的な商品
- ジーンズ - シルエット、染め、加工の有無などの違いにより、さまざまな種類がある。

- ピエロパンツ - フロントに沢山並んだボタンと丸みを帯びたシルエットが独特のパンツ。定番のデニム製のほか、シーズンものとして、さまざまな素材のものが存在する。

- カメラパンツ - ウエストポーチのような形状のポケットが特徴。すそは軽くフレアしている。

- キャピタルフック - ジーンズのボタンを留めるための道具で、同社の特許商品。もともとは、同社の工場で働く女性の爪を傷つけないために考案されたものである。一般に販売されているものは、単なる道具としてだけでなく、アクセサリーになる。

- 老人と海ハット

- ポパイブーツ

- ポパイバイク - ロッド式ブレーキを備えたクラシックなデザインの自転車。

## 店舗
2009年3月1日現在、中国地方に4店舗（内2店舗は岡山県倉敷市児島に所在）、近畿地方に2店舗、中部地方に1店舗、東京都内に5店舗（うち、3店舗は渋谷区恵比寿に所在）、九州地方に1店舗、北海道に1店舗の直営店舗を構える。東北、四国、沖縄地方には、未出店。手作り感のある内装が共通した特徴。店内にはお香が炊かれる。
KAPITAL西市店（閉店）
ツリーハウスのようでもあり、ログハウスのような佇まいも醸し出す特殊な作りの店舗。店舗に庭もついておりイベントなども開かれる。現在は株式会社ミムラの無人リサイクル品回収所になっている
KAPITAL児島店
KAPITALの1号店であり本店。丸太や廃材などで作られたログハウスのような店舗。
KAPITAL BLUE HANDS店
日本家屋を利用した店舗。靴を脱いで店内にあがる。
KAPITAL神戸店
船やブイなどが店内にあり、海を思わせる内装となっている。
KAPITAL京都店
京町屋を改造した店舗であり、和風のイメージが漂う。
KAPITAL恵比寿店
恵比寿にある３店舗のうちのひとつ。ユニセックスな印象が強い店舗。1階は「ワーク、ビンテージ」、2階は「エスニック」なイメージが漂う。
KAPITAL LEGS店
恵比寿にある３店舗のうちのひとつ。名前のとおりボトムスを中心に扱う。
Duffle with KAPITAL
恵比寿にある３店舗のうちのひとつ。通常の住宅のようなつくりになっており、靴を脱いで店内にあがる。変わった雰囲気のお店。
KAPITAL名古屋店
ボトムスが豊富に揃う。
KAPITAL白金台店
落ち着いた立地にある店舗。青と白の服を中心に揃えている。
KAPITALヒルズ店
恵比寿3店舗のスタイルを持ち寄った総合的な店舗。
KAPITAL福岡店
ステンドグラスを使った開放的な店舗。
KAPITAL広島店
全店舗中一番広いフロアを持ち、オールジャンルな展開をしている。
KAPITAL札幌店
主に1階はメンズ、2階はレディースを扱う。2009年6/28に開店した最も新しい店舗。

## 工場
KAPITAL四国山城工場
KAPITAL岡山児島工場
KAPITAL岡山御津工場

## カタログ
写真家Eric Kvatekの撮影による。通常のファッションカタログとは少々異なり、ファンタジー映画のワンシーンを思わせるような独特な世界観を表現しており、写真集のような趣をもつ。

## ブランドマーク
Kapitalの紙袋や、一部の商品の取り扱い表示タグにはBlue Handsと呼ばれるブランドマークがつく。２つの手は職人チームと企画構成チームが手をとりあう様を表現し、青い色は手がインディゴに染まった様子を表しており、ものづくりを意味する。同社では販売担当も含めてすべての社員が、約半年間、本社の工場で服作りの研修を受ける。